# Bacadéhuachi
Bacadéhuachi é um município do estado de Sonora, no México.